# 壁柱
壁柱（英語：Pilaster）是一种裝飾用建築結構，外觀如一般的柱子，但依附于墙面。通常情况下，壁柱是扁平或长方形的，但有时也采取半圆柱状或其他真柱的任意形状，包括螺旋柱。曲面的壁柱通常被称为半身柱。